# Carrozzeria Balbo

La Carrozzeria Balbo è stata una carrozzeria automobilistica italiana attiva dal 1914 al 1954.

## Notizie storiche
Questa carrozzeria fu fondata a Torino da Alfonso Balbo, che ne stabilì la sede in corso Parigi 78. Nei primi anni di attività realizzò svariate personalizzazioni su basi Fiat. Per la Casa torinese, la carrozzeria Balbo realizzò anche diversi mezzi commerciali. Ma fu sui telai Lancia che la carrozzeria Balbo seppe acquisire notorietà: nel 1922 venne realizzata una delle sue fuoriserie più riuscite su base Lancia Trikappa.
Nel 1926, però, Alfonso Balbo morì improvvisamente e le redini dell'azienda vennero prese da Carlo Follis, uno dei più stretti collaboratori di Balbo. Gli anni fino alla Seconda guerra mondiale furono caratterizzati da valide interpretazioni su base Fiat 6C 1500, vestite dalla carrozzeria torinese con eleganti corpi vettura del tipo berlina, cabriolet o anche roadster. L'attività della Carrozzeria Balbo negli anni trenta del XX secolo era assai fiorente, e si arrivava a produrre fino ad una vettura al giorno.
Ma poi arrivò la guerra, che pose un drastico freno allo svolgersi delle normali attività, ma non solo: al termine del conflitto, lo stabilimento di corso Parigi era completamente distrutto dai bombardamenti e la sede venne trasferita in via Gorizia. A quel punto si tornò a lavorare alacremente e vennero realizzate versioni speciali su base Fiat 1100, 1400 e 1500 6C, la maggior parte delle quali con carrozzeria berlina, anche se non mancarono anche versioni coupé e cabriolet. Non mancarono anche alcune interpretazioni su base Alfa Romeo 6C 2500 e Lancia Aurelia ed Aprilia.
Durante l'immediato dopoguerra, la carrozzeria si dedicò parecchio anche alle microcar. Fu realizzata in particolare una vetturetta chiamata Balbo B400, presentata nel 1953 al Salone dell'automobile di Torino e dotata di un motore a due tempi da 398 cc e 15 CV di potenza massima. Tale vettura, però, non andò oltre lo stadio di prototipo.

L'anno seguente l'azienda chiuse i battenti.